# Inge Besgen
Inge Besgen (* 27. November 1931 in Ingelheim am Rhein) ist eine deutsche Künstlerin und Fotografin aus Rüsselsheim, die in Malerei und Grafik tätig ist.

## Leben
Inge Besgen studierte von 1981 bis 1985 Malerei und Grafik an der Gerrit Rietveld Academie in Amsterdam, wo sie ihr Diplom erhielt.
Nach ihrem Studium hatte sie von 1985 bis 1989 einen Lehrauftrag im Saarland. 1985 gründete Inge Besgen die Merian-Kunstschule in Rüsselsheim. Im Jahr 1994 erhielt sie den Kulturpreis der Stadt Rüsselsheim und 1997 eine Auszeichnung für den besten Katalog ihrer Kategorie von der Deutschen Nationalbibliothek in Frankfurt am Main. 2000 wurde sie Mitglied des Kuratoriums des Kunstbeirats Opelvillen.
2006 gewann sie den ersten Preis für ein Foto zum Thema „Die Würde des Alters in der Fotografie“, welcher vom Deutschen Gewerkschaftsbund verliehen wurde. Zwei Jahre später, 2008, erhielt sie den Mühlenschlegelpreis der Robert Bosch Stiftung und wurde Mitglied der VG Bildkunst Bonn.
Inge Besgen zog 1996 in das Atelier M 55 auf dem Gelände der Adam Opel AG um. Sie lebt und arbeitet in Rüsselsheim am Main und erstellte zwischen 2010 und 2022 ein digitales Werkverzeichnis. In den Jahren 2019 bis 2022 wurde eine Filmdokumentation über ihr Leben und Werk produziert.

## Auszeichnungen und Preise
- 1994: Kulturpreis der Stadt Rüsselsheim
- 1997: Auszeichnung für den besten Katalog ihrer Kategorie – Deutsche Nationalbibliothek Frankfurt am Main
- 2006: 1. Preis (Foto) „Die Würde des Alters in der Fotografie“
- 2008: Mühlenschlegelpreis der Robert Bosch Stiftung

## Ausstellungen
Inge Besgen hat an zahlreichen Einzelausstellungen teilgenommen. Eine Auswahl davon ist:

### 1982–1989
- 1982: Maison de Europe, Luxemburg
- 1985: Galerie Wiegerink, Haarlem, Niederlande
- 1985: Museum Appeldorn
- 1987: Werkstattgalerie, Kassel
- 1989: Mousonturm, Frankfurt am Main

### 1992–1999
- 1992: Stadtmuseum Groß-Gerau
- 1994: Museum Evreux, Frankreich
- 1994: Brückenturm Galerie der Stadt Mainz
- 1996: Galerie Zeitkunst, Köln; Ferdinand Mayer, Kitzbühel
- 1996: Galerie Images, Amsterdam
- 1996: Galerie Anita Beckers, Darmstadt
- 1996: Schlosspark-Museum, Bad-Kreuznach
- 1997: Europäische Akademie für bildende Kunst, Trier
- 1997: Galerie Zeitkunst, Kitzbühel
- 1998: Adam Opel AG, Berlin
- 1999: WerkSchau M55, Rüsselsheim
- 1999: Regional-Galerie Südhessen, Darmstadt; Regierungspräsidium: „Straights“
- 1999: Kunsthalle Trier, „Leiselust“, Galerie Maisenbacher
- 1999: Altes Rathaus Ingelheim, „Ars Nova“
- 1999: Art Frankfurt One Artist Show mit „Carmsautra“, Galerie Zeitkunst

### 2000–2015
- 2000: Galerie Maisenbacher, Trier
- 2000: Kunstmesse RAI, Amsterdam: „inside-outside Galerie Maisenbacher“
- 2000: Opel an der Spree: Carmsautra
- 2001: Forum Adam Opel AG, Rüsselsheim: Inge Besgen wird 70
- 2001: Stadtkultur: Carmsautra parts, „im Sinne der Sinne“
- 2003: Galerie Conny van Kasteel: „Expositie 24“, Egmond aan Zee, Niederlande
- 2004: Triverses/Amersfoort (Conny van Kasteel), Niederlande
- 2004: Adam Opelhaus Friedrichstrasse, Berlin: „Bilder aus Grenzbereichen“
- 2005: Galerie Veronica Kautsch, Michelstadt: „Collage und Malerei“
- 2006: Kunst am Bau – Innengestaltung der Matthäuskirche Rüsselsheim
- 2006: Werkverzeichnis
- 2007: Neue Arbeiten: Kreuzstiche mit Performance, Stennerhaus Rüsselsheim
- 2007: Stennerhaus Rüsselsheim: Short Cut (Fotos)
- 2007: Inge Besgen: „Streetfaces“, Werkshalle A1 – Projekt von Viola Hildebrand-Schat und der Goethe-Universität Frankfurt/Main
- 2015: Description of Music, Kunstverein Bellevue-Saal, Wiesbaden

## Werke in Sammlungen
Die Werke von Inge Besgen sind in verschiedenen Kunstsammlungen vertreten, darunter:
Klinik Innsbruck; Sparkasse Kitzbühel; Adam Opel AG, Rüsselsheim; Volksbank Rüsselsheim; Stadt Rüsselsheim; Hessisches Staatsministerium, Wiesbaden; Ministerium für Wissenschaft und Kunst, Mainz; Stadt Mainz; Gutenberg Museum, Mainz; Museum Rüsselsheim; Adam Opel AG, Berlin; Sammlung Barbara Fleischer, Berlin; Sammlung Stenner, Berlin; Sammlung Otto Heinrichs, Rüsselsheim; Sammlung Gerd Darda, Rüsselsheim; Hessische Staatskanzlei, Roland Koch; Sammlung Dr. Viola Hildebrand-Schat; Sammlung Gisela Pettersson, Lübeck; Sammlung Gabriele Schaak, Lübeck; Sammlung Alice Angermayer, Mannheim; Matthäuskirche, Rüsselsheim;
Ayurveda Klinik, Kathmandu – Nepal; Prof. Christof Amann, Frankfurt; Hessische Gas & Wasser, Darmstadt; Triversum, Alkmaar, Niederlande; Oberfinanzdirektion, Frankfurt am Main; Frauen-Museum, Hittisau, Österreich; Museum de Reede, Antwerpen, Belgien; Museum Wiesbaden; Archiv Motorworld, Rüsselsheim; Höll/Main; Frauen-Museum Wiesbaden (ab Januar 2024)

## Literarische Werke
- Malerei 1993 AK. Vorwort von Dorothea Baer-Bogenschütz. Fotos: Horst Ziegenfusz, Frankfurt. Hrsg. Adam Opel AG, Rüsselsheim. Druckerei Dambmann, Rüsselsheim 1993.
- M55. geträumte Orte – reale Virtualität. Rüsselsheim, Adam Opel AG, Öffentlichkeitsarbeit 1997, ca. 80 Seiten.
- mit Christian Frosch, Sven Hoffmann, Helge Hommes, Bodo Korsig, Peter Schlör, Klaus Schneider, Lisette Verkerk: 8 positions / Maisenbacher Art Gallery. [Übers.: Paula de Lemos und Diana Söhnchen], rier : Maisenbacher Art Ed., 2001, 8 Seiten.
- Ich gehe den Weg meiner Sehnsucht bis zum Ende: Der lange Weg einer Künstlerin. Tredition Verlag, Ahrensburg 2020, 412 Seiten. ISBN 978-3-347-08707-1.